# Diversity-Technik

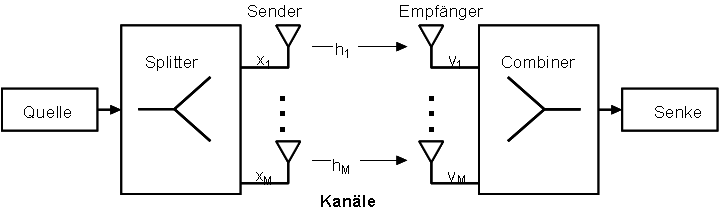
Diversitäres (Funk-)Übertragungssystem mit parallel redundanten Kanälen.

Das Konzept der diversitären Redundanz zur Erhöhung der Verfügbarkeit bzw. Verbesserung der Ausfallsicherheit wird auf vielen technischen Gebieten schon lange angewendet.
In der hier betrachteten Nachrichtentechnik erfolgt mit der Diversitäts-Technik die redundante Übertragung von Daten über stochastisch unabhängige Kanäle, die nur zu einer geringen Wahrscheinlichkeit zur selben Zeit fehleranfällig sind.

## Betriebsarten
In der Funkübertragungstechnik unterscheidet man folgende Diversitäts-Betriebsarten:

### Zeitdiversität
Die Information der Nutzdaten werden mehrmals zeitlich versetzt und so mehrfach über denselben Funkkanal gesendet, um zeitabhängige Schwankungen der Signalstärke auszugleichen.

### Raumdiversität
Dabei werden zwei oder mehr Sende-Empfangs-Wege betrieben. Realisiert wird dies meistens durch räumlich getrennte Antennen, welche parallel betrieben werden. Je nach Verfahren wählt die Empfangsvorrichtung dann das stärkste empfangene Signal aus oder kombiniert die Bandpasslage der empfangenen Funksignale.

### Frequenzdiversität
Dasselbe Signal wird zeitgleich über zwei oder mehrere, unterschiedliche Trägerfrequenzen übertragen. Bei Störungen oder einer kompletten Signalauslöschung ist zu erwarten, dass nicht alle verwendeten Frequenzbereiche betroffen sind. Bei der parallelen Übertragung des Signals werden zwei oder mehr Sender und Empfänger parallel betrieben und dadurch zwei oder mehr Frequenzbänder belegt.

## Combiner
Ein wichtiges Element in diversitären Übertragungssystemen ist der Combiner, welcher die diversitär redundanten Signale empfangsseitig wieder zusammenführt bzw. das bessere zur weiteren Verarbeitung auswählt.
Die Combiner-Technologien werden traditionell nach Brennan in der englischsprachigen Fachliteratur wie folgt klassifiziert:
- englisch Maximal-Ratio Combiner
- englisch Equal-Gain Combiner
- englisch Scanning/Switching Combiner
- englisch Selection Combiner

Um parallel redundant übertragene längere Signalsequenzen wie z. B. Datenpakete zusammenzuführen, wurde 2012 das Prinzip des englisch Timing Combining definiert. Prinzipiell ähnlich arbeitend wie ein englisch Selection Combiner, leitet ein Timing Combiner das erste vollständig empfangene Datenpaket sofort zur Verarbeitung weiter und verwirft die folgenden über die redundanten Pfade ankommenden Paketkopien. Dadurch gewinnt immer der schnellste Kanal, und die Übertragung wird wesentlich schneller, vor allem bei drahtloser und Weitverkehrsdatenübertragung; außerdem tritt weniger Paketverlust auf.